# تپاتیتلان
تپاتیتلان (به اسپانیایی: Tepatitlán de Morelos) از شهرهای کشور مکزیک است که در ایالت خالیسکو قرار دارد و جمعیت آن طبق سرشماری سال ۲۰۱۰ میلادی ۱۳۶٬۷۰۳ نفر بوده است.